# Erdbeben von Täbris 2012

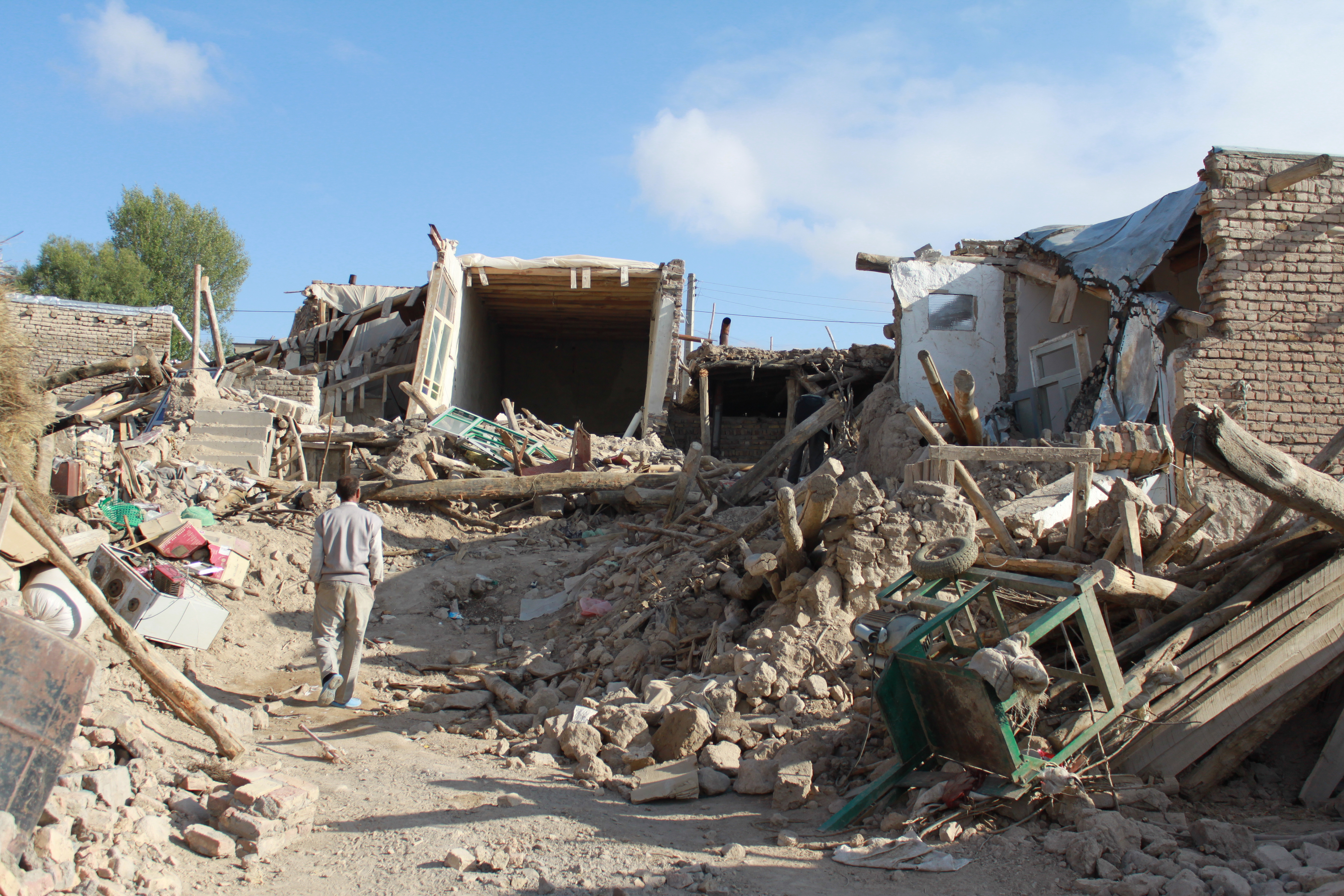
Zerstörte Gebäude nach den Erdbeben vom 11. August 2012

Das Erdbeben von Täbris 2012 – auch bekannt als Ahar-Varzaqan Doublet Erdbeben – ereignete sich am 11. August 2012 um 16:53 Uhr Ortszeit (12:23:18 UTC). Sein Epizentrum lag in der Provinz Ost-Aserbaidschan, rund 60 Kilometer nordöstlich der Millionenstadt Täbris in Iran. Vom United States Geological Survey wurde die Stärke dieses Erdbebens mit der Momenten-Magnitude MW =  6,4 angegeben. Nur elf Minuten nach dem ersten Hauptbeben ereignete sich um 12:34:35 Uhr (UTC) ein weiteres Beben mit MW = 6,2. Wegen der ähnlichen Magnitude und dem geringen Zeitabstand zwischen den beiden Erdbeben, werden die Ereignisse als Erdbeben Doublet betrachtet. Die Opferzahl beläuft sich auf mindestens 306 Tote und über 3.000 Verletzte, überwiegend in ländlichen Gebieten nordöstlich von Täbris in und um die Städte Ahar und Varzaqan. Die Erdbeben wurden auch in den benachbarten Staaten Aserbaidschan und Armenien gespürt, jedoch traten dort keine nennenswerten Personen- oder Sachschäden auf.
Iran wird als tektonisch sehr aktives Gebiet mit einer großen Anzahl an geologischen Störungen häufig von starken Erdbeben heimgesucht. Die verheerendsten in der jüngeren Vergangenheit waren das Manjil-Rudbar-Beben 1990 bzw. das Erdbeben von Bam 2003.

## Geologie
Iran liegt in der komplexen Interaktionszone einer konvergierenden Plattengrenze. Hier trifft die Arabische Platte auf die Eurasische Platte und ist weltweit eine der größten Interaktionszonen dieser Art. Im Nordwesten Irans bewegt sich die Arabische Platte mit etwa 20 mm pro Jahr, relativ zur Eurasischen Platte, nordwärts. Die Deformation in der Region um Täbris wird durch die North Tabriz Fault (NTF) dominiert, einer WNW-OSO streichenden Blattverschiebung (engl. strike-slip fault). Diese war seit dem Jahr 858 für sieben historische Erdbeben mit einer Magnitude von mindestens 6,0 verantwortlich. Eine andere bekannte Störung streicht in W-O Richtung zwischen den Städten Ahar und Heriz. Bei dem Erdbeben von Täbris handelt es sich um ein intraplattentektonisches Ereignis, das 300 Kilometer östlich der Eurasisch-Arabischen-Plattengrenze erfolgte. Das erste Hauptbeben erfolgte entlang einer W-O orientierten Verwerfung und zeigt einen klaren dextralen Blattverschiebungsmechanismus. Für das zweite Hauptbeben ist der Mechanismus nicht mit absoluter Sicherheit bestimmbar, beinhaltet aber sowohl einen Blattverschiebungsanteil als auch einen Aufschiebungsanteil. Die Orientierung der verursachenden Störung ist eher SW-NO orientiert.

## Schäden und Opfer

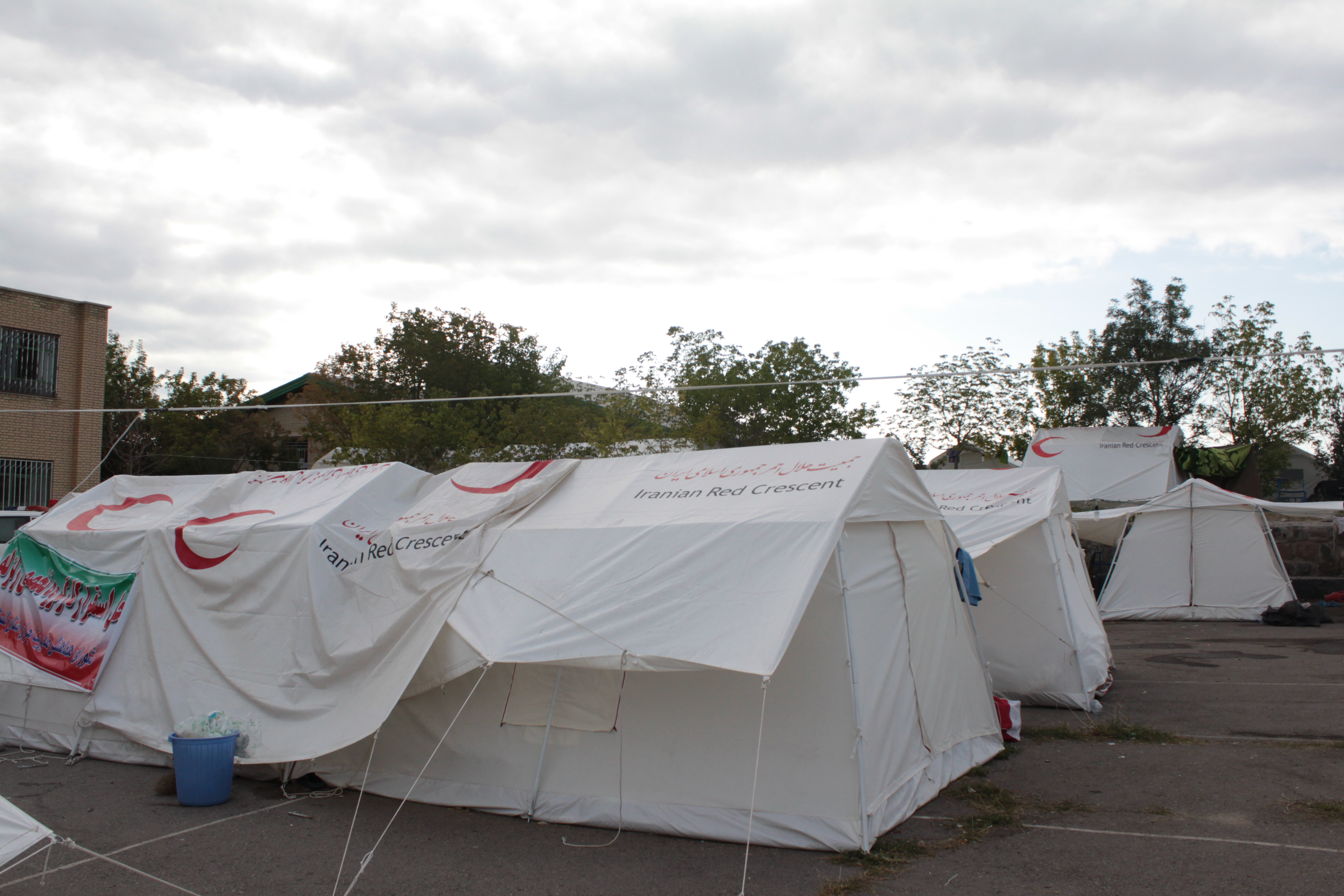
Notzelte des iranischen Roten Halbmondes

Rettungsorganisationen berichteten über die schwierige Erreichbarkeit der am stärksten betroffenen Gebiete, da die Straßen zerstört waren bzw. durch Verkehrsüberlastungen eine Anfahrt schwierig war. Die Erste-Hilfe-Maßnahmen liefen nur schleppend an; die zum größten Teil schlecht ausgestatteten Krankenhäuser in der Umgebung des Erdbebens waren völlig überlastet. Die größten Schäden und höchsten Opferzahlen gab es in und um die Städte Ahar, Varzaqan und Heriz. Dem Roten Halbmond zufolge waren über 1.000 Orte von dem Erdbeben betroffen. An die 130 Orte verzeichneten Schäden von mehr als 70 %, ca. 20 Orte wurden völlig zerstört. Da sich das Erdbeben um 16:53 Uhr Ortszeit ereignete, waren viele Menschen nicht in ihren Häusern, was sich positiv auf die Opferzahlen ausgewirkt haben dürfte. Jedoch fielen besonders viele Frauen und Kinder dem Erdbeben zum Opfer, da sie sich eher in den nur wenig stabilen Lehmhäusern aufhielten während die Männer arbeiten waren. Viele Menschen verbrachten daher die folgende Nacht im Freien aus Angst vor Nachbeben.
Rettungsmannschaften leisteten die ganze Nacht hindurch Maßnahmen zum Aufspüren von Verschütteten, jedoch waren zwischen zehn und zwanzig Orte in der Nähe des Epizentrums unmittelbar nach dem Erdbeben von der Außenwelt abgeschnitten und konnten erst später erreicht werden. Die iranische Regierung gab an, dass ca. 16.000 Menschen die erste Nacht nach dem Erdbeben in Notunterkünften verbrachte. Am ersten Tag nach dem Erdbeben wurden Notunterkünfte für über 36.000 Menschen bereitgestellt, sowie 44.000 Nahrungsmittelpakete und 5.600 Zelte.

## Nachbeben
Neben den beiden Haupterdbeben vom 11. August 2012 ereigneten sich bis Anfang Oktober etwa 1.110 Nachbeben mit einer Lokal-Magnitude von ML ≥ 2,0. Nach einer etwas ruhigeren Phase mit 107 Nachbeben (ML ≥ 2,0) bis Anfang November, ereignete sich am 7. November 2012 um 06:26 Uhr (UTC) das stärkste gemessene Nachbeben mit einer Magnitude von MW = 5,5. Dieses löste eine neue Sequenz von Erdbeben am westlichen Ende der Bruchfläche des ersten Hauptbebens aus.